# Eremopola magnifica
Eremopola magnifica là một loài bướm đêm trong họ Noctuidae.